# Па-де-Кале
Па-де-Кале́ (Па-де-Калэ, фр. Pas de Calais, МФА (фр.) [pa.dkalɛ], нидерл. Nauw van Calais), или Ду́врский проли́в (англ. Strait of Dover), — пролив между материковой частью Европы и островом Великобритания. Представляет собой северо-восточное продолжение пролива Ла-Манш, соединяющее его с Северным морем.

## Гидрография
Согласно определению Международной гидрографической организации, пролив Па-де-Кале расположен между 50° и 51°30′ с. ш. и между Гринвичским меридианом и 2°30′ в. д. Длина пролива — 37 км. Согласно энциклопедии «Британника», ширина составляет от 30 до 40 км (18—25 миль), Большая российская энциклопедия и Российский энциклопедический словарь указывают 32 км в качестве наименьшей ширины (в более ранних русских энциклопедических изданиях приводилась наименьшая ширина в 33 и 29 км). Ближайшие точки континентального и британского побережья по разные стороны пролива — мыс Гри-Не на французском берегу и Саут-Форленд на английском. Английский берег пролива представляет собой утёсы из мягкого мела и сильно подвержен эрозии; французскую сторону также характеризуют меловые утёсы, среди которых мысы Гри-Не и Блан-Не. На юго-востоке от Па-де-Кале лежит возвышенность Артуа.
Согласно энциклопедии «Британника», глубина пролива варьируется от 35 до 55 м (120—180 футов); по данным Большой российской энциклопедии, глубины на фарватере — 21—64 м. Большая энциклопедия Ларусса в качестве максимальной глубины указывает 72 м. Глубины над песчаными банками — от 11,7 м.
Солёность вод пролива колеблется в районе 34,5-35 ‰. В силу преобладающих ветров в регионе вода в проливе в основном движется в северо-восточном направлении, но устойчивый северо-восточный ветер может изменить направление течения. Скорость остаточного течения крайне невелика, не превышая 6 миль в сутки. Поскольку банки и отмели в Па-де-Кале в основном вытянуты параллельно его направлению, сильные водовороты практически отсутствуют, но в мелких местах возможны отбойные течения и высокая волна в бурную погоду, особенно если ветер дует против направления течения. Приливы и отливы, как правило, чередуются с интервалом в полсуток; высота приливной волны существенно варьирует, от почти 6 метров у Дувра до практически незаметного подъёма у Браун-Риджа в 115 милях северо-восточнее. Скорость приливных течений достигает 1,5 м/с. Среднегодичная температура воды у поверхности 11 °C (53 °F), средняя температура воды в феврале 6,4 °C, в августе 16,6 °C.

## История
Сформировался при понижении и затоплении суши, соединявшей нынешний материк Европы и Британские острова в четвертичном периоде. В периоды высокого уровня мирового океана (ок. 350 000 лет назад) между Британией и континентом уже возникал узкий пролив, однако большую часть времени, даже когда расположенный южнее пролив Ла-Манш представлял собой морской залив или ледниковое озеро, на месте Па-де-Кале находился сухопутный «мост». Современное затопление произошло в сравнительно недавнее по геологическим масштабам время: ещё примерно в 5000 году до н. э. на этом месте находилась открытая речная долина.
В древности назывался Галльский пролив (Фретум-Галликум, лат. Gallicum Fretum, Fretum Gallicum) по расположению на берегу Галлии. В раннее и Высокое Средневековье через пролив шла оживлённая торговля между странами континента (в первую очередь Францией) и Англией; находящийся на английском берегу Дувр входил в союз Пяти портов. Хотя в начале XIII века английская корона утратила контроль над французским берегом пролива, а следующие 600 лет прошли в почти постоянном противостоянии Англии и Франции, объёмы торговли продолжали возрастать.
С началом Столетней войны, после того, как армада Эдуарда III восстановила английский контроль над Кале, Па-де-Кале приобрёл стратегическое значение как кратчайший маршрут переброски английских войск. Однако в основном через пролив совершались только грабительские рейды или «операции возмездия» с обеих сторон.
В 1588 году в проливе произошло сражение между испанской и английской эскадрами, в ходе которого испанской Непобедимой армаде был нанесён первый серьёзный урон. В дальнейшем пролив и северные подступы к нему стали местом ряда морских сражений англо-голландских войн. В XVIII и начале XIX века Франция, по-прежнему враждовавшая с Англией и обладавшая более сильной сухопутной армией, неоднократно пыталась осуществить морское вторжение через Па-де-Кале, но английский флот успешно блокировал эти попытки.
В 1875 году было зарегистрировано первое документально подтверждённое пересечение пролива Па-де-Кале вплавь. Заплыв из Дувра в Кале совершил британский капитан Мэтью Уэбб, преодолевший дистанцию в 64 километра за 21 час 45 минут.
В ходе Первой мировой войны в Па-де-Кале и Ла-Манше действовали германские подводные лодки, атаковавшие суда Антанты. Несколько раз германским минным заградителям удавалось на короткий срок прервать гражданское судоходство в проливах. В этих условиях Дувр служил базой патрульного флота, обеспечивавшего навигацию через пролив торговых судов. В 1916 и 1917 годах пролив Па-де-Кале стал местом двух сражений германских флотилий торпедных катеров и британских военно-морских сил. В первом сражении немцам удалось потопить британские эсминец и транспорт; во втором немцы потеряли два катера, хотя сумели нанести повреждения эсминцам Broke и Swift. Французская Булонь-сюр-Мер была важной базой сухопутных войск. В 1940 году, после поражения англо-французских войск у Дюнкерка, пролив стал местом проведения Дюнкеркской операции по эвакуации британского военного контингента и части французских военнослужащих.

## Экология
Морские течения, достаточно сильные в Ла-Манше, в Па-де-Кале ослабевают вблизи скалистых берегов. Вода на этом участке прозрачнее, делая возможным более активный рост водорослей. Непостоянный рельеф дна, где перемежаются каменистые участки, ровные песчаные поверхности и подводные дюны (равно как и сотни затонувших судов), обеспечивает условия для проживания разнообразных морских организмов, а положение пролива между Атлантическим океаном и южной оконечностью Северного моря создаёт транзитную зону для биот обоих бассейнов. Международным правом и британским и французским правительствами предусмотрены многочисленные меры по защите биоразнообразия вод Па-де-Кале. Промысловое рыболовство (в частности, Булонь-сюр-Мер является ведущим рыболовецким портом всей Франции) и высокая плотность движения судов через пролив создаёт угрозу этому биоразнообразию. Ко второму десятилетию XXI века в проливе насчитывается 6 морских охраняемых территорий, вдоль британского побережья есть зоны, защищаемые Рамсарской конвенцией.
Над проливом проходят маршруты птичьих миграций, и ежегодно в этом районе наблюдается свыше 250 видов птиц. Наиболее многочисленны чайковые, крачковые, ржанковые, а также синьга. Кроме того, по водам пролива проходит миграция обыкновенной ставриды и некоторых других видов рыб.

## Навигация и сухопутный транспорт
Согласно конвенции ООН по морскому праву, пролив Ла-Манш относится к проливам, свободно используемым для международного судоходства. Надежно оснащён средствами навигации, обеспечивающими безопасное прохождение пролива в любое время суток. Наиболее неблагоприятные метеоусловия для судоходства приходятся на период с октября по март. Среди факторов, усложняющих навигацию, указываются небольшая глубина в целом и песчаные отмели в частности, частые туманы и течение, скорость которого может достигать 3 узлов.
Основные порты: Кале, Булонь-сюр-Мер, Дюнкерк (Франция), Дувр, Фолкстон (Великобритания).
Па-де-Кале является одним из самых оживлённых участков Мирового океана, по которому проходит около четверти всех морских перевозок в мире; через него в день проходит порядка 400 судов, в том числе все направляющиеся в Северное и Балтийское моря через Ла-Манш. За 2007 год проливом по течению прошло свыше 45 тысяч судов и примерно такое же количество — в противоположном направлении. Помимо движения транспорта между Ла-Маншем и Северным морем, согласно Большой энциклопедии Ларусса, в год в проливе появляются 20 тысяч паромов и рыбачьих судов. Па-де-Кале — второй пролив в мире по количеству проходящих судов и уступает по этому показателю только Малаккскому. По количеству пассажиров, перевозимых в год (13 миллионов), Па-де-Кале удерживает первую позицию в мире. В силу оживлённости движения по проливу, с 1967 года начала действовать Дуврская схема разделения движения, ставшая первой в мире схемой разделения движения, утверждённой Международной морской организацией. Из соображений безопасности в проливе организовано движение по двум условным «полосам»: суда, идущие в Северное море, должны двигаться по южной «полосе», а суда, направляющиеся в Атлантический океан, — по северной. Пролив на всём протяжении находится под постоянным радарным наблюдением, с 1972 года действует Информационная служба навигации.
Уже в середине XIX века впервые был предложен проект соединения Великобритании с континентом туннелем под Па-де-Кале, однако реализовать эти планы удалось лишь 130 лет спустя. Прокладка Евротоннеля под проливом началась в 1987 году, он был открыт в 1994 году и в начале XXI века представляет собой основную транспортную магистраль между Великобританией и Францией. Берега пролива соединяют также быстроходные паромы.